# Bertone Suagnà
La Bertone Suagnà (scritto anche Suagna) è una concept car realizzata dalla carrozzeria italiana Bertone per la casa automobilistica FIAT nel 2006. Fu esposto per la prima volta al pubblico al Salone di Ginevra 2006 e poi al Concorso d'eleganza Villa d'Este 2006. La vettura era uno studio che doveva prefigurare la nuova generazione della Fiat Punto CC.

## Descrizione
Nell'autunno del 2005, la Fiat lanciò la terza generazione della Punto chiamato Grande Punto. Questo modello, tra i più prodotti al mondo, è in concorrenza con la Peugeot 206 CC nel settore molto specifico delle coupé cabriolet lasciate libere dalla casa italiana.
Già ai tempi della Punto di prima generazione, prodotta dal 1994 al 1999, la Bertone in collaborazione con la Fiat aveva prodotto e realizzato la versione senza tetto dell'utilitaria chiamata Punto Cabriolet. Con la seconda generazione della Punto, questa variante di carrozzeria era stata abbandonata. Per questo motivo, per contrastare il successo della contemporanea Peugeot 206 CC in questa settore di mercato, Fiat volle testare questa soluzione per la Punto e commissionò due concept car su base Grande Punto, uno alla Fioravanti e all'altra alla Bertone. La Suagna venne presentata al Salone di Ginevra 2006 e fu realizzata su base Fiat Grande Punto. Il nome "Suagna" è una parola che deriva dal dialetto piemontese che significa curato, meticoloso.
La vettura era completamente trasformata e si discostava molto dalla Punto di serie. Esteticamente si caratterizzava per le luci sia anteriori che posteriori a sviluppo verticale. Abitacolo era a soli due posti e il tettuccio era rigido del tipo Coupe-Cabriolet diviso in due pezzi ripiegabile elettronicamente nel vano bagagli prodotto dalla azienda tedesca Car Top System.
La vettura non venne mai prodotta in serie, ma rimase un esemplare unico.
La vettura dopo il fallimento della Bertone, è stata in seguito acquistata dall'Automotoclub Storico Italiano e fa parte della Collezione ASI Bertone.